# Архівотека, або Книжечка для себе
«Архівотека, або Книжечка для себе» — поетична збірка українського письменника Петра Коробчука, вийшла друком 2012 року у луцькому видавництві «Твердиня». До «Архівотеки» ввійшли вибрані вірші, написані впродовж 1972—2000 років. Окрім авторських віршів «Архівотека, або Книжечка для себе» містить розділи: «Переклади з кримськотатарської» та «Тексти нібито пісенні».
Ідея укласти збірку вибраних віршів із раніше недрукованих поезій з'явилася у Петра Коробчука після прочитання книжки Миколи Бажана «Політ крізь бурю» (2002), до якої ввійшли й раніше не публіковані вірші з рукописної збірки «Контрасти настрою».
За поетичні збірки «Боса флейта» (2011) та «Архівотека, або Книжечка для себе» (2012) Петро Коробчук був відзначений званням лауреата Волинської обласної літературно-мистецької премії ім. Агатангела Кримського (2013).
В оформленні обкладинки використано роботи Емми Андієвської та Якова Гніздовського.

## З видавничої анотації
Поет, налаштовуючи серце на мелодію тисячоліть, вертає словом у буття тих, хто не може згаснути на українському духовному небосхилі. Як у поемі-концерті «Максим Березовський». А ще в нього — цілий ряд текстів, які засвідчують творчу спорідненість із митцями: Клавою Корецькою, Миколою Кумановським, Іриною Жиленко, Леонідом Кисельовим, Степаном Руданським.